# Soh Chin Ann
Soh Chin Ann (vereinfachtes Chinesisch: 苏进安; traditionelles Chinesisch: 蘇進安; Pinyin: Sū Jìn'ān; * 28. Juli 1950 in Alor Gajah), auch Soh Chin Aun aufgrund eines Rechtschreibfehlers in den malaysischen Medien, ist ein ehemaliger malaysischer Fußballspieler. Er wurde von seinen Mannschaftskameraden und Fans Tauke oder Towkay (Englisch: Boss) genannt. Laut der RSSSF (219 Länderspiele) und IFFHS (224 Länderspiele) ist Soh mit Stand 2025 der Spieler mit den zweitmeisten meisten Länderspielen im Männerfußball. Laut der Rangliste der FIFA liegt er mit 195 Länderspielen auf Platz 3 der Spieler mit den meisten Länderspielen.

## Karriere

### Verein
Soh begann seine Fußballkarriere 1969 bei Melaka United. 1971 wechselte er zu Selangor FC, für die er bis 1978 spielte und sechsmal den Malaysia Cup gewann. 1979 kehrte er zu Melaka zurück und gewann 1983 den Ligapokal, war aber 1985 wegen einer Sperre zwei Jahre lang nicht aktiv. 1988 kehrte er für kurze Zeit zu Melaka zurück, was seine letzte Station in der heimischen Liga war.

### Nationalmannschaft
Im Alter von 19 Jahren bestritt Soh beim King’s Cup 1969 sein erstes Länderspiel für Malaysia. Als er 1971 an der Olympiaqualifikation in Seoul, Südkorea, teilnahm, war er mit 21 Jahren das jüngste Mitglied der Nationalmannschaft. Er nahm an den Olympischen Spielen 1972 in München teil und war der Kapitän der Mannschaft, die sich für die Olympischen Spiele 1980 in Moskau qualifizierte. Allerdings nahm Malaysia als Teil des Boykotts aufgrund der sowjetischen Invasion in Afghanistan nicht an den Olympischen Spielen teil.
Später nahm er an der Asienmeisterschaft 1980 teil, bei dem Malaysia zwar in der Gruppenphase ausschied, aber unter seiner Führung eine der besten Leistungen der malaysischen Länderspielgeschichte ablieferte und ein berühmtes 1:1-Unentschieden gegen die asiatische Fußballmacht Südkorea erreichte. Soh erlangte auch deshalb Bekanntheit, weil er trotz des frühen Ausscheidens ein außergewöhnliches Turnier ablieferte und von der AFC in die Mannschaft des Turniers gewählt wurde – als erster Spieler aus Südostasien.
Er machte 1984 sein letztes Spiel im internationalen Fußball. Er absolvierte 250 Länderspiele (einschließlich inoffizieller Spiele und Spiele gegen B-Nationalmannschaften).

## Politische Karriere
Er versuchte 1986 in der Politik Fuß zu fassen, indem er als Abgeordneter für den Wahlkreis Kota Melaka für die Malaysian Chinese Association (MCA) der Koalition Barisan Nasional (BN) kandidierte, aber er unterlag mit 33 % der Stimmen Lim Guan Eng von der Democratic Action Party (DAP).

## Erfolge

### Verein
Melaka United
- Malaysia Cup: 1971, 1972, 1973, 1975, 1976, 1978

Selangor FA
- Malaysia Super League: 1983

### Nationalmannschaft
- Asienspiele: Bronzemedaille 1974
- Südostasienspiele: 1977, 1979
- King’s Cup: 1972, 1976, 1978